# Gulácsy család
A Gulácsy család Bereg vármegyei birtokos nemes család, mely a Beregi-Tiszaháton fekvő Gulács helység az ősi fészke. Idővel több megyébe – Bihar, Borsod, Máramaros, Szabolcs, Szatmár, Ung, Ugocsa –is elszármazott.
Címerük: kékben, zöld alapon álló, vörös ruhás, sárga csizmás koronás magyar vitéz, jobbjában görbe kardot tart, melyen átütött török fő van, balját csípőjén nyugtatja. Sisakdísz: a pajzsbeli vitéz, növekvően. Sisaktakarók: kékarany, vörösezüst. 
A család neves tagjai:
- Gulácsy István alispán[2]
- Gulácsy Lajos festő
- Gulácsy Irén író
- Jármyné Gulácsy Mária olimpiai ezüstérmes, kétszeres világbajnok[3]